# Лапчатка снежная
Лапча́тка сне́жная (лат. Potentilla nivea) — многолетнее травянистое растение, вид рода Лапчатка (Potentilla) семейства Розовые (Rosaceae).

## Ботаническое описание
Стебли 7—22 см высотой, довольно стройные.
Корневые листья на коротких или довольно длинных черешках. Прилистники стеблевых листьев яйцевидные, туповатые или коротко-приострённые. Листочки сидячие или изредка средний на едва заметном черешочке, 0,8—3,5 см длиной, боковые яйцевидные или широкояйцевидные, часто соприкасающиеся или заходящие друг на друга своим наружным краем, средний обратнояйцевидный, неглубоко надрезанно-городчато-зубчатый, с большей частью немногочисленными, 2—7 с каждой стороны, крупными, большей частью тупыми зубцами, сверху одетые рассеянными, большей частью довольно густыми, короткими и тонкими, плотно прилегающими, шелковистыми волосками, иногда скрытыми довольно густым сероватым войлочком, снизу очень густо и мягко беловойлочные, с почти совершенно скрытыми войлочным опушением и потому мало заметными жилками.
Соцветие 2—9 цветковое, цветки на довольно длинных и стройных цветоносах, небольшие, 1—1,8(2,3) см в диаметре; наружные чашелистики заметно короче внутренних; Тычинки с почти круглыми пыльниками. Цветёт в июне — июле.
Вид описан с альпов Лапландии и Сибири.

## Распространение
Северная Европа: Финляндия (север), Норвегия, Швеция; Центральная Европа: Австрия (запад) и Швейцария; Южная Европа: север Италии, юго-восток Франции; территория бывшего СССР: Мурманская область, Республика Коми, Пермская область, Предкавказье, Алтай, Бурятия, Читинская область, Горно-Алтайская Республика, Иркутская, Тюменская области, Красноярский край, Тыва, Якутия, Средняя Азия (Казахстан), Дальний Восток (Амурская область, Камчатка, Хабаровский край, Магаданская область, Приморье); Монголия; Китай; Восточная Азия: Япония (Хонсю, Хокайдо), Корея; Северная Америка: Канада (запад Северо-Западных территорий, Юкон, Гренландия, Онтарио: север, Ньюфаундленд, Квебек, Альберта, Британская Колумбия, северо-восток Манитобы, Саскачеван), США (Аляска, Колорадо, Монтана, Вайоминг, север Аризоны, восток Невады, восток Юты).
Растёт на скалах, осыпях, каменистых склонах, альпийских лугах.

## Значение и применение
| Фаза     | Воды (в %) | От абсолютного сухого вещества в % | От абсолютного сухого вещества в % | От абсолютного сухого вещества в % | От абсолютного сухого вещества в % | От абсолютного сухого вещества в % | Источник и район       |
| Фаза     | Воды (в %) | золы                               | протеина                           | жира                               | клетчатки                          | БЭВ                                | Источник и район       |
| -------- | ---------- | ---------------------------------- | ---------------------------------- | ---------------------------------- | ---------------------------------- | ---------------------------------- | ---------------------- |
| Цветение | 9,6        | 8,0                                | 11,0                               | 3,0                                | 28,7                               | 49,3                               | Советкина, 1938, Алтай |

Питательная ценность средняя. Овцы едят плохо или удовлетворительно. По наблюдениям в Киргизии овцами поедаются листья, крупно рогатый скот поедает плохо или совсем не поедает. Олени едят плохо.